# Wolfgang Gunkel
Wolfgang Gunkel (Berlino Est, 15 gennaio 1948 – 20 maggio 2020) è stato un canottiere tedesco, campione olimpico nel due con di canottaggio ai Giochi olimpici di Monaco di Baviera 1972.

## Palmarès
| Anno | Manifestazione  | Sede              | Evento  | Risultato |
| ---- | --------------- | ----------------- | ------- | --------- |
| 1972 | Giochi olimpici | Monaco di Baviera | Due con | Oro       |